# Dammen (Visnums socken, Värmland)
Dammen är en sjö i Kristinehamns kommun i Värmland och ingår i Göta älvs huvudavrinningsområde. Sjön har en area på 0,0963 kvadratkilometer och ligger 91 meter över havet. Sjön avvattnas av vattendraget Visman.

## Delavrinningsområde
Dammen ingår i det delavrinningsområde (656470-140848) som SMHI kallar för Ovan Sälsjöbäcken. Medelhöjden är 97 meter över havet och ytan är 37,5 kvadratkilometer. Räknas de 2 avrinningsområdena uppströms in blir den ackumulerade arean 92,21 kvadratkilometer. Visman som avvattnar avrinningsområdet har biflödesordning 3, vilket innebär att vattnet flödar genom totalt 3 vattendrag innan det når havet efter 246 kilometer. Avrinningsområdet består mestadels av skog (64 procent) och sankmarker (13 procent). Avrinningsområdet har 0,1 kvadratkilometer vattenytor vilket ger det en sjöprocent på 0,3 procent. Bebyggelsen i området täcker en yta av 1,35 kvadratkilometer eller 4 procent av avrinningsområdet.